# Avetianella dahlsteni
Avetianella dahlsteni är en stekelart som beskrevs av Trjapitzin 1971. Avetianella dahlsteni ingår i släktet Avetianella och familjen sköldlussteklar. Inga underarter finns listade.